# Сем Гікі
Сем Гікі (англ. Sam Hickey; 5 січня 2000) — шотландський боксер, призер чемпіонату Європи серед аматорів, чемпіон Ігор Співдружності.

## Аматорська кар'єра
Вперше виступав за збірну Шотландії на Юнацьких іграх Співдружності 2017, де виграв бронзу.
На  чемпіонаті Європи 2022 завоював бронзову медаль.
- В 1/8 фіналу переміг Роберта Цервенка (Угорщина) — 3-0
- У чвертьфіналі переміг Альмира Мемича (Сербія) — 4-1
- У півфіналі програв Льюїсу Річардсону (Англія) — 1-4

На Іграх Співдружності 2022 став чемпіоном.
- В 1/8 фіналу переміг Кігана Мортлі (Сент-Люсія) — 5-0
- У чвертьфіналі переміг Адеїнка Бенсона (Нігерія) — RSC
- У півфіналі переміг Льюїса Річардсона (Англія) — RSC
- У півфіналі переміг Каллума Пітерса (Австралія) — 3-2